# Sœur Sourire

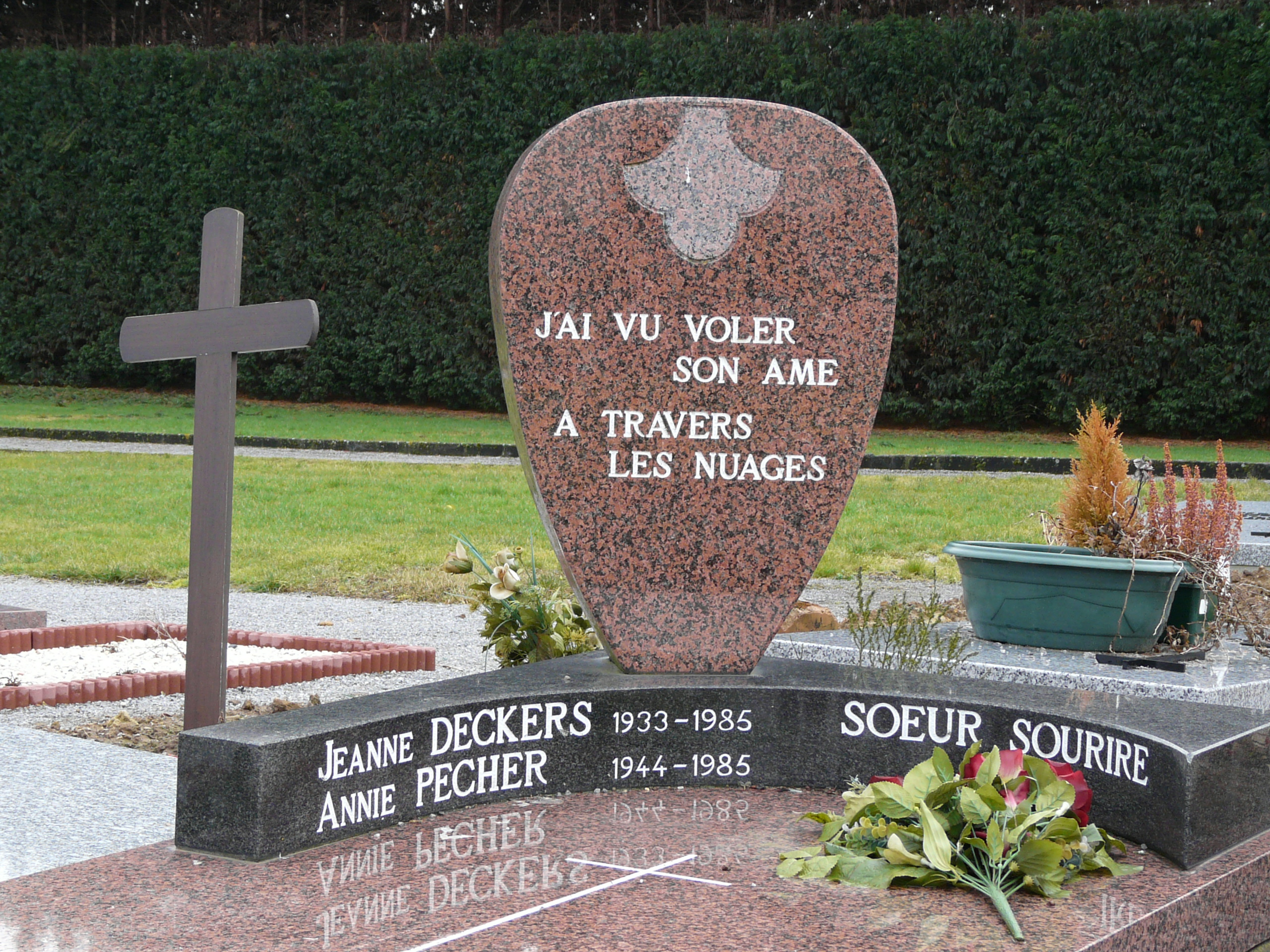
Sœur Sourire ligt, samen met Annie Pécher, begraven in Waver. De graftekst luidt J'ai vu voler son âme à travers les nuages (Ik zag zijn ziel door de wolken vliegen) uit het lied "Luc Dominique"

Sœur Sourire (Frans voor 'Zuster Glimlach'), artiestennaam van Jeanne Paule Marie (Jeannine) Deckers (Brussel, 17 oktober 1933 – Waver, 29 maart 1985), was een Belgische kloosterzuster.

## Biografie
Deckers groeide op als bakkersdochter in Brussel. Ze werd kloosterzuster bij de dominicanessen in Fichermont, nabij Waterloo. Daar zong ze regelmatig haar zelf gecomponeerde liedjes die er goed werden ontvangen. Zo kwam het idee om er een plaat van te laten persen om mee te geven aan bezoekers en novicen. In 1963 werd de plaat opgenomen in Brussel. Het lied Dominique over Dominicus Guzmán, de stichter van de dominicaanse orde, werd er door de mensen van Philips direct uitgepikt. Ze vroegen en kregen toestemming om het nummer als single op de markt te brengen, met een wereldhit tot gevolg.
Het stond zelfs enige tijd op de eerste plaats van de Amerikaanse hitparade en werd in veel verschillende talen gecoverd, zowel door Deckers zelf als door andere artiesten. Ook het album The Singing Nun haalde de eerste plaats van de Billboard charts. Dominique behaalde een Grammy Award in de categorie "Best Gospel Or Other Religious Recording (Musical)" en nog 2 andere nominaties plus een nominatie voor het album.
In de Verenigde Staten kreeg het nummer in 1965 nog een tweede carrière toen het bij Capitol Records opgenomen werd in de versie van Sandler & Young op de succes-lp Side by Side.
Het lied wordt misschien nog wel het meest onthouden vanwege het refrein:
Dominique -nique -nique s'en allait tout simplement, Routier, pauvre et chantant. En tous chemins, en tous lieux, Il ne parle que du bon Dieu, Il ne parle que du bon Dieu.
Voor de Nederlandstalige markt schreef Deckers een Nederlandstalige versie:
Dominieke, nieke, nieke, trok eenvoudig erop uit, Gods naam bezong hij luid. Iedere stad en ieder oord hoort van hem alleen Gods Woord, hoort van hem alleen Gods Woord.
Na dit succes, dat zelfs in Hollywood werd verfilmd als The Singing Nun met Debbie Reynolds in de hoofdrol, stortte Deckers zich weer vol overgave op het kloosterleven, totdat zij in 1967 uittrad om zich geheel aan haar muzikale carrière te wijden. Maar omdat het klooster in Fichermont de naam Soeur Sourire claimde, kon ze niet onder die naam werken of optreden en dus koos ze voor het pseudoniem Luc Dominique. Deckers zong religieuze liedjes, nam in haar nieuwe gedaante ook een lp op en bracht veel kinderrepertoire, maar het werd geen succes. Met Dominique was de zingende zuster met de glimlach feitelijk een eendagsvlieg gebleken. Extra bitter voor haar was dat ze weliswaar zelf “Sœur Sourire” min of meer dood verklaard had, maar dat de zingende kloosterzuster uit Fichermont voor de Belgische belastingdienst nog springlevend was. Dat resulteerde erin dat Deckers belasting moest betalen over opbrengsten die al die tijd naar het klooster gegaan waren en waar ze zelf geen cent van gezien had.
In die tijd ontpopte Deckers zich ook als een critica van de Rooms-Katholieke Kerk en als een voorstander van gezinsplanning.
In de jaren zeventig begon ze samen met haar vriendin Annie Pécher een school voor autistische kinderen in België. In de jaren tachtig kwam ze andermaal in conflict met de Belgische belastingdienst, die beweerde dat “Zuster Glimlach” nog veel achterstallige belasting moest betalen in verband met de opbrengsten van haar succesnummer en andere plaatopnames. In 1982 nam ze onder de naam Sœur Sourire (opmerkelijk omdat ze die naam had afgezworen) een discoversie op van haar grote hit, Dominique. Ze hoopte er geld mee te vergaren voor haar belastingschuld maar de plaat deed het niet goed.
In 1985 pleegde ze tegelijk met haar vriendin zelfmoord door een overdosis slaappillen in te nemen, volgens executeur-testamentair Jean Berlier ingenomen met een glas cognac. De spullen in hun huis waren allemaal al ingepakt en er stond precies bij wat ermee gebeuren moest. Op labeltjes stond geschreven voor wie de spullen waren bestemd. De vrouwen liggen samen in één graf, waarop ook weer de naam Sœur Sourire te lezen is, samen met een citaat uit een van de liedjes van Zuster Glimlach. Jeannine Deckers overleed op 51-jarige leeftijd.
De Nederlandse Veronica Omroep Organisatie zond in augustus 1985 een documentaire uit over de Zingende Non, getiteld Sœur Sourire, een glimlach tussen hemel en hel, samengesteld door Constant Meijers. Hierin kwamen diverse mensen aan het woord die Jeannine Deckers van dichtbij meegemaakt hadden.
In de herfst van 2008 startten de opnames van de film Sœur Sourire in een regie van Stijn Coninx. De zuster werd vertolkt door Cécile de France en op 6 mei 2009 volgde de Belgische première. In oktober 2009 kwam de prent ook in Nederland uit op dvd en blu-ray.
Het Nederlandse duo Theo en Thea nam een cover van Dominique op als Ans Aarsema en Bea Hofman getiteld Ik ben Ans en ik ben Bea.

## Discografie

### Singles
| Single met eventuele hitnotering(en) in de Nederlandse Top 40 | Datum van verschijnen | Datum van binnenkomst | Hoogste positie | Aantal weken | Opmerkingen |
| ------------------------------------------------------------- | --------------------- | --------------------- | --------------- | ------------ | ----------- |
| Tijd voor Teenagers Top 10                                    |                       |                       |                 |              |             |
| Dominique                                                     | 1963                  | 11-1-1964             | 6               | 6            |             |